# Wakaba (tàu khu trục Nhật)
Wakaba (tiếng Nhật: 若葉) là một tàu khu trục hạng nhất thuộc lớp Hatsuharu bao gồm sáu chiếc của Hải quân Đế quốc Nhật Bản, được chế tạo trong những năm 1931-1933. Wakaba đã tham gia nhiều hoạt động tại Mặt trận Thái Bình Dương trong Chiến tranh Thế giới thứ hai trước khi bị máy bay từ tàu sân bay Hải quân Mỹ đánh chìm trong trận chiến vịnh Leyte, gần đảo Panay vào ngày 24 tháng 10 năm 1944.

## Thiết kế và chế tạo
Việc chế tạo lớp tàu khu trục tiên tiến Hatsuharu được dự định để cung cấp cho Hải quân Đế quốc Nhật Bản những tàu khu trục nhỏ hơn và ít tốn kém hơn so với các lớp tàu khu trục Fubuki và Akatsuki trước đó, nhưng được trang bị vũ khí về cơ bản là tương đương. Những mục đích mâu thuẫn với nhau này tỏ ra vượt quá khả năng thiết kế tàu khu trục đương thời, nên hậu quả là những con tàu bị nặng đầu, mắc phải vấn đề độ ổn định nghiêm trọng và những yếu kém cố hữu trong cấu trúc. Mười hai tàu khu trục thuộc lớp này đã được chấp thuận cho chế tạo vào năm 1931 như một phần của cái gọi là Chương trình Bổ sung Vũ khí Hải quân Nhật Bản (1931) (Maru Ichi Keikaku); ba chiếc được đặt lườn vào năm tài chính 1931 và ba chiếc tiếp theo trong năm tài chính 1933. Tuy nhiên, sáu chiếc còn lại được chế tạo như những chiếc thuộc lớp Shiratsuyu.
Những tàu khu trục lớp Hatsuharu sử dụng cùng kiểu hải pháo 127 mm (5 inch)/50 caliber đã trang bị cho lớp Fubuki, nhưng mọi tháp pháo đều có thể nâng đến một góc 75°, cho phép dàn pháo chính có khả năng tối thiểu đương đầu với máy bay. Ngư lôi 610 mm Kiểu 90 được trang bị trên các ống phóng Kiểu 90 loại 2 ba nòng, được xoay bằng một hệ thống điện-thủy lực, và có thể xoay 360° trong vòng 25 giây; nếu hệ thống quay tay dự phòng được sử dụng, thời gian cần đến là hai phút. Mỗi ống phóng ngư lôi có thể nạp lại trong vòng 23 giây sử dụng dây tời. Wakaba được đặt lườn vào ngày 12 tháng 12 năm 1931 tại Xưởng hải quân Sasebo, được hạ thủy vào ngày 18 tháng 3 năm 1934 và đưa ra hoạt động vào ngày 31 tháng 10 năm 1934. Sau "Sự kiện Tomozuru" năm 1934 và "Sự kiện Hạm đội 4 " năm 1935, Wakaba được cho cải biến đáng kể để khắc phục những khiếm khuyết nói trên.

## Lịch sử hoạt động
Khi hoàn tất, Wakaba được phân về Hạm đội 2 Hải quân Đế quốc Nhật Bản. Trong cuộc Chiến tranh Trung-Nhật, từ năm 1937, Wakaba hỗ trợ cho cuộc đổ bộ lực lượng Nhật Bản lên Thượng Hải và Hàng Châu. Từ năm 1940, nó được phân công tuần tra và hỗ trợ việc đổ bộ lực lượng Nhật Bản lên miền Nam Trung Quốc, và tham gia vào cuộc Chiếm đóng Đông Dương thuộc Pháp.
Vào lúc xảy ra cuộc tấn công Trân Châu Cảng, Wakaba được bố trí làm soái hạm của Hải đội Khu trục 21 của Không hạm đội 1 Hải quân Đế quốc Nhật Bản cùng với các tàu chị em Hatsuharu, Nenohi và Hatsushimo, và được giữ lại vùng biển nội địa Nhật Bản để tuần tra chống tàu ngầm. Từ cuối tháng 1 năm 1942, nó được bố trí vào lực lượng chiếm đóng Đông Ấn thuộc Hà Lan như một phần của "Chiến dịch H", hỗ trợ cho các hoạt động đổ bộ tại Kendari ở Sulawesi vào ngày 24 tháng 1, Makassar vào ngày 8 tháng 2, và Bali cùng Lombok vào ngày 18 tháng 2. Nó cùng với cả Hải đội Khu trục 21 quay trở về Xưởng hải quân Sasebo vào cuối tháng 3 để bảo trì.
Từ tháng 5 năm 1942, Wakaba được phân công hoạt động tại các vùng biển phía Bắc, và được bố trí từ Quân khu Bảo vệ Ōminato cùng với Hải đội Khu trục 21 và tàu tuần dương Abukuma như một phần của "Chiến dịch AL" hỗ trợ cho Lực lượng phía Bắc của Đô đốc Boshiro Hosogaya trong Chiến dịch quần đảo Aleut. Nó hoạt động tuần tra chung quanh các đảo Attu, Kiska và Amchitka cho đến giữa tháng 7. Sau khi quay về Xưởng hải quân Yokosuka một thời gian ngắn để bảo trì, nó tiếp tục tuần tra tại khu vực quần đảo Kuril, được bố trí từ Paramushiro hoặc Shumushu để đi đến Attu và Kiska, thực hiện nhiều chuyến đi vận chuyển hàng tiếp liệu và lực lượng tăng viện cho đến tháng 12.
Wakaba quay trở về Sasebo vào cuối năm 1942, và trong một đợt tái trang bị, khẩu hải pháo QF 2 pounder (40 mm) Mark II (pom pom) phía đuôi tàu được thay thế bằng một cặp pháo phòng không 25 mm Kiểu 96.
Wakaba quay trở lại vùng biển phía Bắc từ tháng 1 năm 1943, tiếp tục các nhiệm vụ tuần tra và vận tải tiếp liệu đến quần đảo Aleut. Vào ngày 26 tháng 3, nó tham gia trận chiến quần đảo Komandorski trong thành phần Hạm đội 5 Hải quân Đế quốc Nhật Bản, và đã tấn công bất thành lực lượng Hải quân Hoa Kỳ bằng ngư lôi ở tầm xa. Nó bị tai nạn va chạm với tàu khu trục Ikazuchi vào ngày 30 tháng 3, và phải rút lui cùng với các tàu tuần dương Nachi và Maya về Yokosuka để sửa chữa.
Wakaba tái gia nhập Hạm đội 5 tại các vùng biển phía Bắc vào cuối tháng 4, hộ tống các đoàn tàu vận tải đi lại giữa Paramushiro và Ōminato cho đến cuối tháng 7, rồi tham gia vào việc triệt thoái lực lượng còn lại tại quần đảo Aleut trong thành phần của lực lượng bảo vệ, bao gồm các tàu khu trục Hatsushimo, Naganami, Shimakaze và Samidare. Vào ngày 26 tháng 7, nó chịu tai nạn do bị Hatsushimo húc phải ở phía mũi, bị hư hại nặng, và phải quay về Sasebo để sửa chữa trong hai tháng. Trong khi ở lại Sasebo, nó cũng được bổ sung radar Kiểu 22, tháp pháo "X" được tháo dỡ để trang bị thêm các khẩu phòng không 25 mm. Nó quay trở lại hoạt động tại các vùng biển phía Bắcvào giữa tháng 10.
Từ ngày 24 tháng 11, Wakaba hộ tống tàu sân bay Hiyō từ Kure đến Truk ngang qua Manila, Singapore, Tarakan và Palau; rồi quay về Yokosuka cùng với các tàu sân bay Unyō và Zuihō vào cuối năm.
Đầu năm 1944, Wakaba được bố trí trực thuộc Bộ chỉ huy Hạm đội Liên hợp, và tiếp tục các nhiệm vụ hộ tống giữa Yokosuka và Truk. Nó quay trở lại các vùng biển phía Bắc từ cuối tháng 2 đến cuối tháng 6, và được bổ sung thêm pháo phòng không 25 mm trong khi được bảo trì và tái trang bị tại Ōminato vào cuối tháng 5 và Yokosuka vào cuối tháng 6. Đến tháng 7, nó thực hiện hai chuyến đi vận chuyển binh lính đến Iwo Jima như một phần trong việc chuẩn bị của Nhật Bản đối phó các cuộc đổ bộ của Mỹ. Một bộ radar Kiểu 13 được bổ sung vào cuối tháng 7. Từ tháng 8 đến tháng 10, nó hộ tống các đoàn tàu vận tải chuyển binh lính từ Kure đến Đài Loan và Luzon.
Vào ngày 24 tháng 10 năm 1944, trong trận chiến vịnh Leyte, Wakaba bị máy bay xuất phát từ tàu sân bay USS Franklin đánh chìm, khi bị đánh trúng một hoặc hai quả bom đang khi ở ngoài khơi bờ biển phía Tây của đảo Panay, ở tọa độ 11°50′B 121°25′Đ / 11,833°B 121,417°Đ. Các tàu khu trục Hatsuharu đã cứu 78 người, và Hatsushimo cứu 74 người còn sống sót.
Vào ngày 10 tháng 12 năm 1944, Wakaba được rút khỏi danh sách Đăng bạ Hải quân.